# Doulat

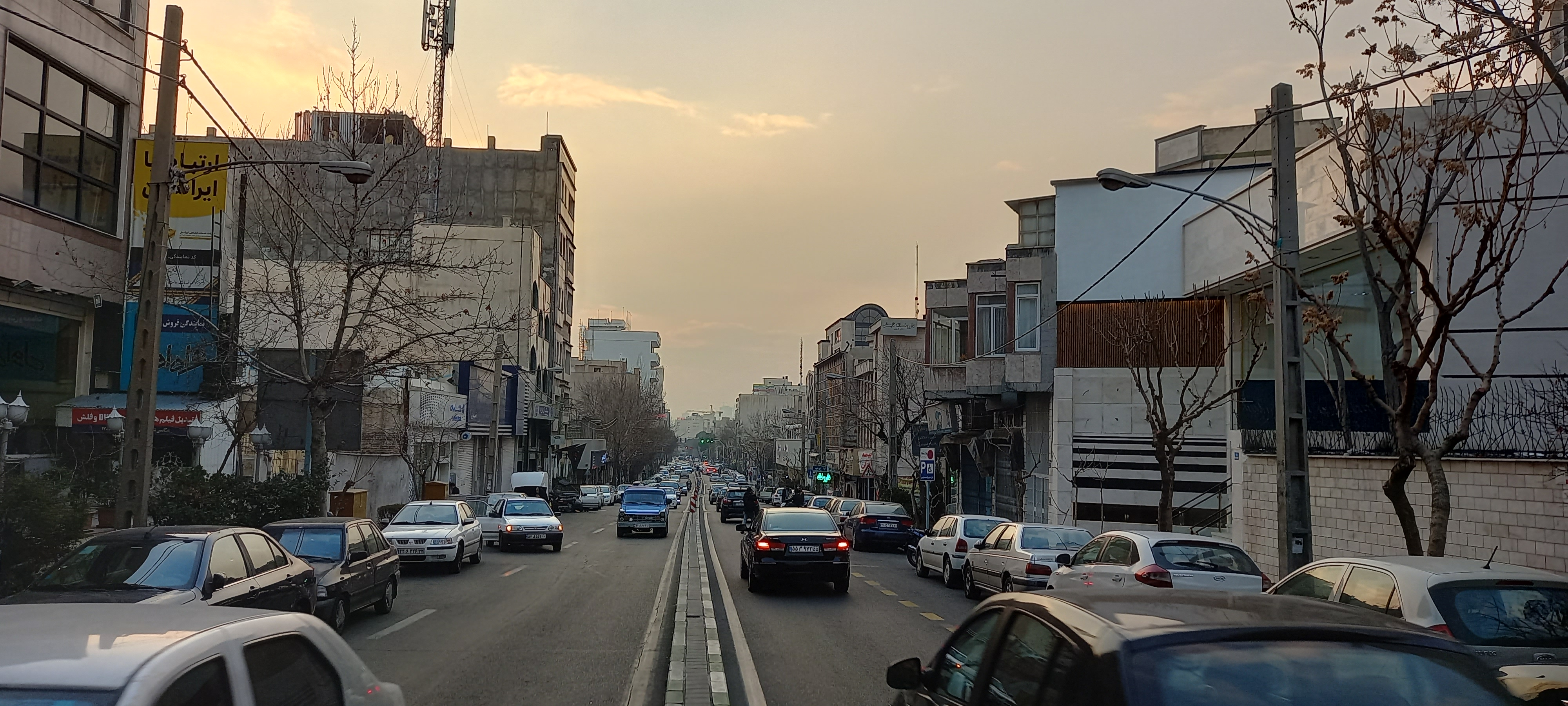
Rue Shahid Kolahdooz (Doulat) en janvier 2022

Doulat (aussi épelée Dowlat) est un quartier au nord de Téhéran dans le district de Gheytarieh, centrée autour de la route commerciale principale, l'avenue Kolahdooz.
Doulat est majoritairement de nature urbaine et est situé entre les districts de Pasdaran, Darrous, Gholhak, et Dibaji.